# William J. Duane
William John Duane (Clonmel, 9 de maio de 1790 – Filadélfia, 27 de setembro de 1865) foi um diagramador, advogado e político irlandês-americano dos partidos Democrata-Republicano e Democrata.

## Biografia
Duane nasceu em Clonmel na Irlanda, vindo para os Estados Unidos com sua família e arranjando um emprego no jornal True Believer da Filadélfia como diagramador. Seu pai acabou tornando-se editor do Aurora e Duane trabalhou como diagramador lá até 1806. Durante essa época ele acompanhou debates políticos locais e começou a se interessar no assunto.
Foi eleito em 1809 para a Câmara dos Representantes da Pensilvânia, porém perdeu a reeleição no ano seguinte. Ele deixou o ramo jornalístico e passou a estudar direito, voltando em 1812 como a legislatura estadual. Duane entrou na ordem dos advogados em 1815, porém perdeu sua reeleição para deputado estadual e uma candidatura para o Congresso.
Duane teve outra candidatura mal-sucedida para legislatura estadual em 1817, porém venceu em 1819. No ano seguinte tornou-se procurador da corte do prefeito da Filadélfia. Ele recusou em 1824 outra chance de tentar chegar ao Congresso, escolhendo em vez disso fazer parte do Comitê Democrático da Filadélfia de Correspondência. Duane foi nomeado em 1829 pelo presidente Andrew Jackson como comissário diplomático na Dinamarca.
Ele foi nomeado Secretário do Tesouro por Jackson em maio de 1833, quando surgiu um conflito sobre a eficácia de um banco nacional. Duane concordava com o presidente que um banco nacional não deveria ser uma forte presença nos Estados Unidos, porém discordou que dinheiro público deveria ser transferido para bancos estaduais. Ele renunciou por isso três meses depois, voltando a praticar direito na Filadélfia e morrendo em 1865.